# Tico Santa Cruz
Luis Guilherme Brunetta Fontenelle de Araújo (Rio de Janeiro, 30 de setembro de 1977), mais conhecido como Tico Santa Cruz, é um cantor, compositor e escritor brasileiro. Ele é mais conhecido por ser fundador e vocalista da banda Detonautas Roque Clube, além de uma rápida passagem pelo Raimundos (2009–10). Além de sua carreira artística, também é conhecido por suas opiniões políticas e presença nas redes sociais.

## Carreira

### Detonautas Roque Clube
Em 1997, em uma das inúmeras salas de bate-papo do precário início da internet discada no Brasil, os jovens Luis Guilherme e Eduardo Simão se encontraram. E a simples pergunta de Luis (“Alguém aí toca algum instrumento?”), respondida em seguida por Eduardo, foi a semente para a transformação total da vida de ambos e de terceiros. Tico Santa Cruz e Tchello, e a senha para a formação da banda que, misturando o sol do Rio de Janeiro a madrugadas ora de festa, ora de introspecção em quartos trancados, tomou de assalto o país sob o nome de Detonautas Roque Clube. Após o contato virtual, a hora da realidade. O mineiro Tchello saiu de Ilhéus, no litoral baiano, onde administrava uma pousada, e foi para o Rio, onde passou a tocar com Tico nas diversas formações anteriores do grupo. Com a entrada dos guitarristas Renato Rocha e Rodrigo Netto, do baterista Fábio Brasil e do DJ Cléston, o Detonautas chegou à sua escalação clássica que, após a gravação de uma demo, entrou em campo com o disco Detonautas Roque Clube, lançado pela Warner Music em 2002. Com o sucesso do álbum, que emplacou os hits "Outro Lugar", "Olhos Certos" e "Quando o Sol Se For", a banda foi catapultada para o posto de uma das principais do país. A coroação se deu com a oportunidade de abrir os shows dos Red Hot Chili Peppers no Rio e em São Paulo, e, ainda, três shows do Silverchair. Fechando o ano com chave de ouro, os Detonautas faturaram ainda o prêmio VMB de banda revelação. Sem deixar a bola cair, em 2004 o sexteto emendou Roque Marciano, seu segundo álbum de estúdio. Entre as faixas do trabalho, que rendeu ao grupo seu primeiro disco de ouro, quatro novos hits: "O Dia Que Não Terminou", "O Amanhã", "Só Por Hoje e Tênis Roque". Após gravarem seu primeiro DVD, o Detonautas apresentou, em 2006, Psicodeliamorsexo&distorção, disco que trouxe à tona um som mais denso, pesado, sombrio, e, ao mesmo tempo, psicodélico.
Entre as principais faixas, "Você Me Faz Tão Bem", "Não Reclame Mais" e "Insone", esta última uma viagem sonora nebulosa de quase 20 minutos. No entanto, a faixa mais marcante é a delicada "Tudo Que Eu Falei Dormindo", composta por Rodrigo Netto, que, em 4 de junho de 2006, aos 29 anos, se foi em mais um triste capítulo da recente história carioca. Em 2008, pela Sony Music, é a vez de O Retorno de Saturno. Em uma nova guinada, a banda adota uma sonoridade mais suave e coloca nas paradas a faixa-título e o tributo a "Rodrigo Verdades do Mundo". O trabalho, que também tem como destaques músicas como "Oração do Horizonte" e "Eu Vou Vomitar em Você", foi indicado ao Grammy Latino na categoria melhor álbum de rock brasileiro. Em seguida, uma nova reinvenção se deu com Detonautas Acústico Ao Vivo, CD e DVD acústicos gravados em 2009 no Polo de Cine e Vídeo, no Rio de Janeiro. Presentes no registro, as inéditas "Só Nós Dois" e "O Inferno São os Outros" se tornaram sucesso em rádios de todo o país. Após um mini-turnê pelo Japão, em 2010, e da entrada, em maio de 2011, no RockWalk Brasil, a calçada da fama do rock brasileiro, a banda lança o primeiro EP intitulado de Detonautas Roque Clube.  Os Singles "Combate" e "Um Cara de Sorte" se tornaram sucesso em todas as rádios do País. Ainda em 2011, a banda sobe no palco principal do Rock in Rio IV e faz uma releitura dos seus maiores clássicos e o show foi aclamado pelas críticas como um dos melhores de toda a edição. Depois disso ainda gravou dois discos independentes com o Detonautas Roque Clube: A Saga Continua - 2014 e VI - 2017 e também um disco tributo ao Celso Blues Boy com o seu projeto paralelo chamado Tico Santa Cruz & O Rebu em 2015.

### Voluntários da Pátria
Em 2006, Tico formou o grupo de performance cultural denominado Voluntários da Pátria, e desde então, vem trabalhando com literatura, teatro e música expondo temas relacionados à política e cidadania, levando debates a escolas, universidades e presídios, além de ter atuação expressiva nas redes sociais. Além do vocalista da banda Detonautas, Tico Santa Cruz e da atriz carioca Betina Kopp, fazem parte do Voluntários da Pátria: Igor Cotrim, Tavinho Paes, Pedro Poeta, Edu Planchet, Glad Azevedo e João Luiz.

### Raimundos
Em 2010, após oferecer-se para uma parceria com o Raimundos, Tico assumiu temporariamente os vocais da banda em uma turnê pelo Brasil. Embora a turnê com Tico tenha iniciado de fato em 2010, no dia 27 de novembro de 2009 o cantor se apresentou pela primeira vez junto ao Raimundos no Festival Cerrado Virtual, em Brasília, que reuniu artistas para um tributo ao produtor Tom Capone. Além de uma série de shows, onde incluísse também passagens por grandes festivais pelo Brasil, Tico apresentou-se junto ao Raimundos também no Altas Horas e no Big Brother.

## Discografia

### Detonautas Roque Clube
| Ano  | Título                                     | Gravadora              |
| ---- | ------------------------------------------ | ---------------------- |
| 2002 | Detonautas Roque Clube                     | WEA Music              |
| 2004 | Roque Marciano                             | WEA Music              |
| 2006 | Psicodeliamorsexo&distorção                | WEA Music              |
| 2008 | O Retorno de Saturno                       | Sony Music             |
| 2009 | Acústico                                   | Sony Music             |
| 2011 | Detonautas Roque Clube                     | Insone Discos          |
| 2012 | Ao Vivo no Rock in Rio                     | MZA Music              |
| 2014 | A Saga Continua                            | Coqueiro Verde Records |
| 2017 | VI                                         | Independente           |
| 2021 | Álbum Laranja                              | Sony Music             |
| 2022 | Esperança                                  | Sony Music             |
| 2023 | Acústico 20 Anos - O Amor Não Tem Inimigos | Sony Music             |

### Tico Santa Cruz & O Rebu
| Ano  | Título                    | Gravadora     |
| ---- | ------------------------- | ------------- |
| 2015 | Tributo a Celso Blues Boy | Mobília Music |

### Participação especial
| Ano  | Artista/Banda      | Título                                          | Gravadora                             |
| ---- | ------------------ | ----------------------------------------------- | ------------------------------------- |
| 1997 | Gabriel O Pensador | 2345Meia78                                      | Chaos Recordings                      |
| 2004 | Raul Seixas        | O Baú do Raul: Uma Homenagem a Raul Seixas      | Som Livre                             |
| 2005 | Gabriel O Pensador | Sorria                                          | Sony Music Brasil                     |
| 2005 | Maskavo            | Minha Moeda                                     | Arsenal Music / Universal Music Group |
| 2007 | Pluma              | Não Importa Mais                                | Som Livre, Som e Imagem lda           |
| 2008 | Raul Seixas        | O Baú Do Raul Revirado                          | Plugme                                |
| 2008 | TH6                | Pinga                                           | Not On Label                          |
| 2008 | Biquini Cavadão    | Índios - 80 Vol. 2 - Ao Vivo no Circo Voador    | Som Livre                             |
| 2010 | George Israel      | Burguesia                                       | MP,B Discos, Universal Music          |
| 2011 | Celso Blues Boy    | Odeio Rock and Roll                             | Mobília Music                         |
| 2011 | Zignal             | Abrace Com Paixão                               | Zignal                                |
| 2012 | Cláudia Leite      | O Tempo Não Para                                | Som Livre                             |
| 2013 | Detentos do Rap    | No Rosto de Deus                                | Independente                          |
| 2013 | Stellabella        | Alguém                                          | Coqueiro Verde Records                |
| 2014 | Raul Seixas        | O Baú do Raul: 25 Anos Sem Raul Seixas          | Som Livre                             |
| 2016 | Roupa Nova         | Princípio de Um Novo Tempo (Eve Of Destruction) | Sony Music Brasil                     |
| 2018 | Venosa             | Quem Tá Perdendo é Você                         | Venosa                                |
| 2018 | Anacrônica         | Vestígios (Casa da Frente)                      | Anacrônica                            |

## Literatura
2012 - Clube da Insônia [Editora Belas Letras]
2013 - Tesão [Editora Belas Letras]
2014 - Pólvora [Editora Belas Letras]
2017 - O Elefante e a Borboleta (Literatura Infantil) [Editora Belas Letras]

## Desentendimentos
- No dia 28 de setembro de 2010 começou sua participação no reality "A Fazenda 3", da Rede Record, saindo em busca de um prêmio de R$ 2 milhões. Fazendo o tipo “sou eu mesmo” acabou arrumando confusão e desentendimentos com boa parte dos participantes do programa, foi o 3º eliminado do reality show com 74% dos votos. O músico perdeu a disputa contra seus colegas de equipe, Sérgio e Carrasco e saiu no dia 21 de outubro de 2010. Tico foi recepcionado pela esposa Luciana e pelo colega Renato, do lado de fora da Fazenda. Sem mostrar tristeza, o músico disse que saiu de cabeça erguida. "Não me arrependo de nada. Talvez eu tenha errado no tom, mas mantive os meus valores.[12]
- Em agosto de 2013, Tico se irritou devido à qualidade do som e fez ameaças aos técnicos de som caso os mesmos desligassem o som do P.A.[13] o fato ocorreu na calourada promovida pelo Diretório Central de Estudantes (DCE) da Universidade Federal de Juiz de Fora (UFJF).[14][15]
- Em 13 de abril de 2016, foi expulso de um avião da Gol no aeroporto de Congonhas, na Zona Sul de São Paulo. O motivo da retirada foi uma confusão envolvendo o uso do assento conforto. Tico foi questionado pela tripulação sobre a mudança e argumentou que, de acordo com o Código de Defesa do Consumidor, a cobrança a mais pelo assento é irregular. “Não existe nessa aeronave a classe A, classe B, classe econômica, primeira classe. Ou seja: todos os assentos são assentos iguais. Então não há porque ter essa diferenciação desse tipo de preço. ”Após a confusão, Tico foi expulso da aeronave pela Polícia Federal. Em nota, a GOL diz que “a recusa do cliente gerou atraso na decolagem do voo e necessidade de acionamento da Polícia Federal”. “A companhia reforça que não faz distinção entre passageiros e pratica as mesmas normas para todos os clientes.[16]

## Vida pessoal
O artista é casado com Luciana Rocha com quem tem dois filhos Lucas Fontenelle e Bárbara Odara.
Em 2021, revelou ter sexualidade fluida.